# گورستان خاموشی
یکی از گورستان‌های تاریخی ایران مربوط به قرون اولیه اسلامی که در شهر تاریخی تون واقع شده‌است.

## پیشینه
ابن اثیر در کتاب خود الکامل فی التاریخ می‌نویسد:
مردم شهر تون بر مذهب اسماعیلیه پایدار ماندند و در جنگ و گریز با حکومت مرکزی با اقوام مجاور مانند سیستانیان و غوریان با آنان مشارکت می‌کردند در بهار سال۶۵۳ سپاه تاتار که از قلع و قمع بلاد و سرزمین‌ها فراغت یافته بود به رهبری هلاکوخان نوه چنگیز خان مغول رهسپار شهر تون گردیدند.

بنا بر آنچه در منهاج سراج آورده‌است :
سه سال قبل از آن که هلاکو شخصاً قدم به میدان نبرد گذارد یکی از سرداران به نام بوغان علیه اسماعیلیان دست به لشکر کشی زد وی بزودی شهر تون و چند قلعه از قلاع اسماعیلیه را تصرف کرد ولی قبل از آن که هلاکو خود به میدان آید، اسماعیلیان توانسته تون و قلاع دیگر را دوباره در حصار گیرند و تسخیر نمایند. در اواخر سال ۶۵۲ هلاکو خود پای به میدان نهاد. استحکامات دفاعی باعث شد تا هفت روز سپاه خون‌آشام مغول نتواند بر شهر تون مستولی شود و پس از هفت روز با حیله و ترفند بدین مهم دست پیدا کردند و به نابودی آن اقدام نموده و آن را با خاک یکسان کردند.
عطاملک جوینی در کتاب تاریخ جهانگشای آورده‌است:
 تا هفتم روز که لشکر بر حصار رفتند و باره آن را بر زمین یکسان کردند و تمام مردان و زنان را به صحرا راندند و از ده سال به بالا را کشتند و چهل هزار نفر سر از بدن جدا کردند.
به دستور سردار مغول بر کران قلعه شهر از قربانیان تپه‌ای ساختند و تخت فرمانده را بر آن نهادند تپه مورد نظر در بین اهالی به تخت هلاکو و گورستان آن به گورستان خاموشی معروف شد.